# Pueblo abiriba
El pueblo abiriba es el fundador del antiguo reino de igual nombre a orillas del río Cross, en territorios de los actuales estados de Abia y Cross River de Nigeria. La tradición oral informa que emigraron de regiones más al norte del río, liderados por Nnachi Oken. Sus relatos conservan listados de reyes (enachioken) desde el último tercio del siglo XIII. La tradición los define como guerreros que desplazaron a otros pueblos de la zona y tras asentarse prosperaron gracias a las manufacturas en hierro y bronce, así como el comercio ambulante por otras regiones y estados de África. El gobierno local de Ohafia, del estado nigeriano de Abia ostenta la mayor concentración de miembros del pueblo abiriba.

## Origen

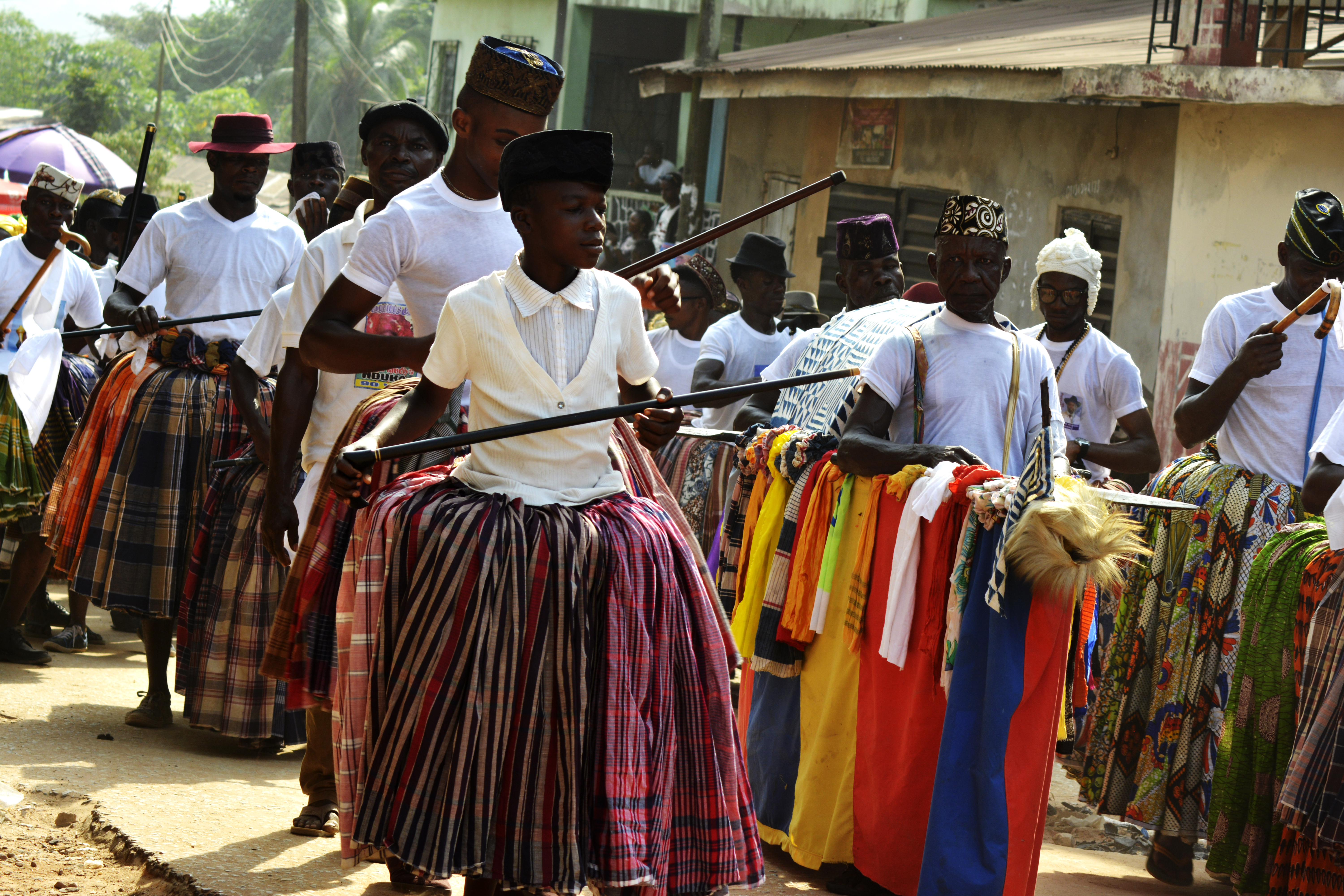
Ceremonio Igwa Mang (clase de edad) en Abiriba

No hay acuerdo sobre el origen etnográfico del pueblo abiriba. Es mencionado como parte del grupo igbo; igbos integrados con la etnia efik de Cabalar; emparentados con el pueblo yakor (ekoi) de la cuenca del río Cross y también con el pueblo arochukwu.

## Historia

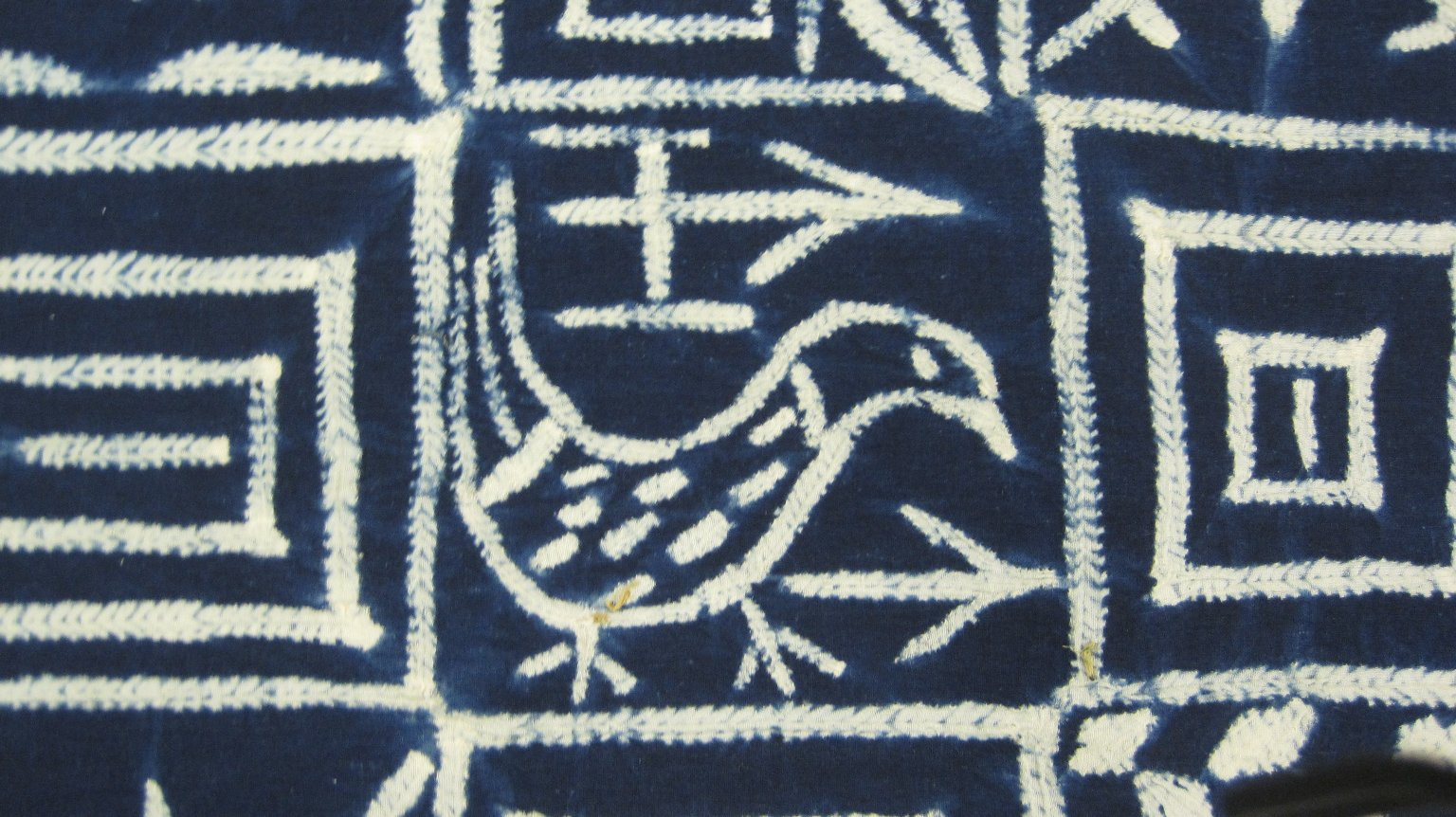
Tejido 'ukara' (o 'Ukara Ekpe') de la cultura Igbo. Está diseñado con caracteres ideográficos Nsibidi y es utilizado estrictamente por miembros de la sociedad Ekpe alrededor del río Cross en el sureste de Nigeria y el suroeste de Camerún. Es tejido por hombres en la ciudad de habla igbo de Abakaliki, los diseños son de hombres de Ohafia, Abiriba y Arochukwu. Posteriormente es teñido en secreto por mujeres posmenopáusicas y en público por hombres jóvenes.

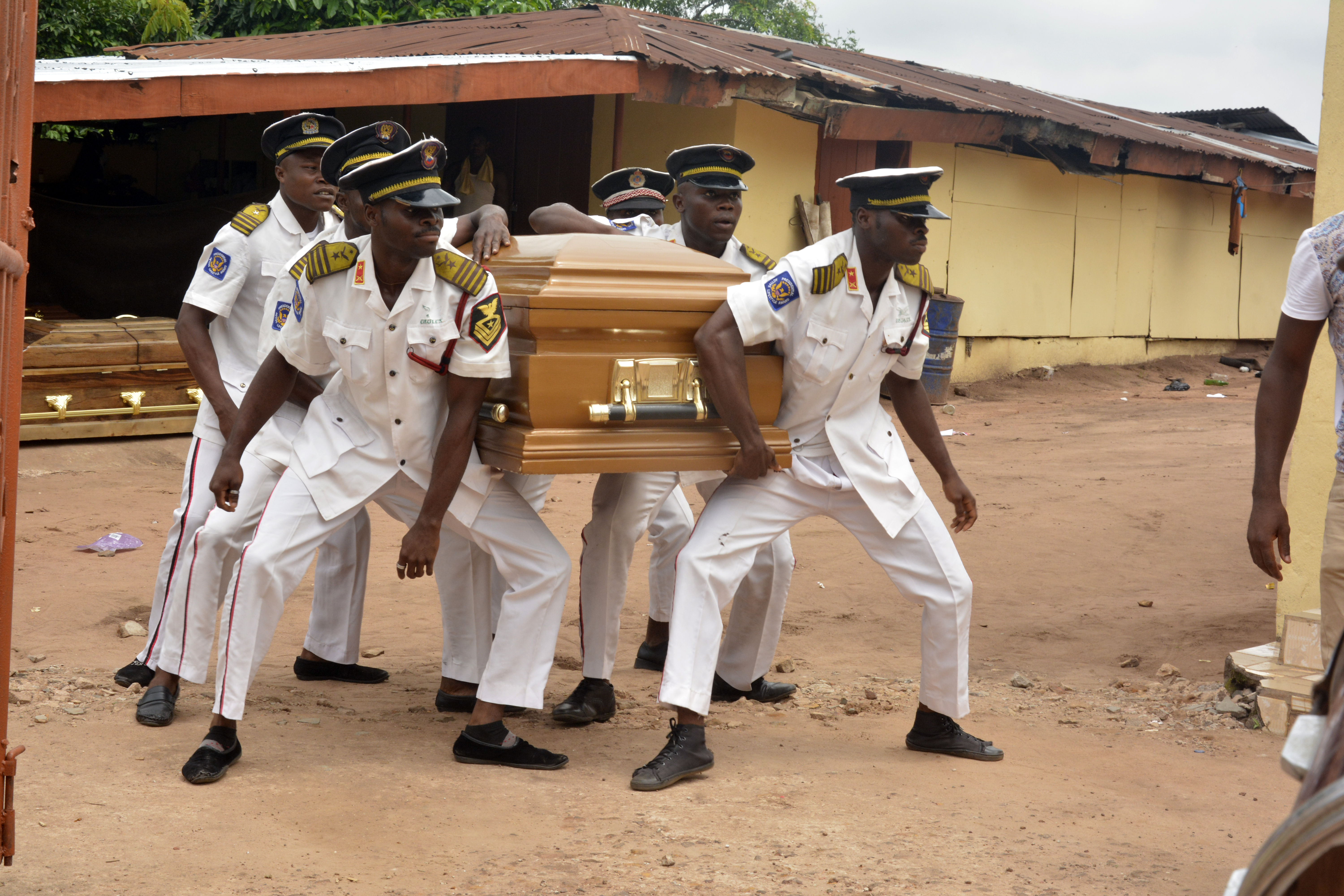
Los enterradores. Ceremonia en Abia (estado)

La tradición oral remonta el origen del pueblo abiriba al poblado Ekoi, situado en Camerún. Una sucesión de líderes clánicos se fueron disgregando de esa comunidad original. Entre ellos Ukpaghiri que llevó a su gente (entre ellos los futuros abiriba) en una emigración hacia el río Cross. Tras su muerte le sucederá Mbiriba (de quien derivará el etnónimo) y sus hijos que llegarán al curso medio del río y desde allí se asentarán en aldeas que darán forma al reino de Abiriba.  Reino que la tradición y algunos trabajo históricos sitúan en torno al siglo XVI. Se vincula a guerreros del pueblo abiriba en las redadas para capturas de esclavos que realizaban los traficantes aro, así como la existencia de mercados de esta red en el reino de Abiriba.

## Sociedad
Abiriba es una de las monarquías más antiguas del sureste de Nigeria. La tradición oral señala que inicialmente ocuparon un territorio más pequeño que se expandió cuando el pueblo abiriba derrotó al vecino pueblo nkporo y se apoderó de sus tierras. El reino de Abiriba está formado por tres comunidades: Ameke, Amaogudu y Agborji.
Los jefes (eze) de las tres comunidades se reúnen en asamblea o consejo para designar al rey o enachioken. La sucesión al trono de Eze Abiriba, Eze Agborji y Eze Amaogudu son hereditarias. De su líder histórico Nnachi Oken surgió el título “enachioken” con que designan a sus monarcas cuya lista registra la memoria oral desde el siglo XIII.
Estructuran sus sociedades con base en clases de edad que se remontan a su pasado guerrero y se mantienen con el fin de organizar los servicios comunitarios. Por otra parte, la descendencia y los linajes se organizan por el sistema matrilineal.

## Economía
Las excavaciones en Igbo-Ukwu confirmaron la existencia de una cultura e industria de los metales, especialmente del hierro desde el siglo IX, aunque podría ser más antigua aún. Los trabajos arqueológicos y etnográficos vinculan al pueblo abiriba como uno de los más destacados en la fundición de hierro, así como el trabajo de sus herreros con este metal y el latón. Actividad metalúrgica que destaca aún a los abiribas.

## Gastronomía
La gastronomía abiriba utiliza productos como el arroz, el ñame, los frijoles y el garri (mandioca). El “asusu” es un plato tradicional. Se elabora con almidón de maíz, se muele con sal y pimienta, se envuelve con una hoja local llamada akwukwo-asusu y se cuece al vapor con agua. Suele acompañarse con una sopa de verduras llamada “ugboghor. El “oto” es otro plato popular hecho a base de gachas de ñame.